# Tiță Rădulescu
Constantin „Tiță” Rădulescu (ur. 18 grudnia 1904 w Sinai) – rumuński bobsleista, uczestnik Zimowych Igrzysk Olimpijskich w Sankt Moritz w 1928 i Zimowych Igrzysk Olimpijskich w Garmisch-Partenkirchen w 1936 roku.

## Igrzyska Olimpijskie
W 1928 w szwajcarskim Sankt Moritz wystąpił w jedynej bobslejowej konkurencji − piątkach, prekursorze bobslejowych czwórek. Pierwszy bobslej reprezentacji Rumunii w składzie Alexandru Berlescu, Petre Petrovici, Horia Roman, Eugen Ștefănescu, Tiță Rădulescu w fatalnych warunkach atmosferycznych zajął 19. miejsce. Zawody podwójnie wygrała reprezentacja Stanów Zjednoczonych, trzecie miejsce zdobyli reprezentanci Niemiec.
W 1936 roku uczestniczył zarówno w dwójkach jak i czwórkach. W dwójce z Alexandru Frimem zajął 15. miejsce, a w czwórce reprezentacja Rumunii w składzie Alexandru Budișteanu, Tiță Rădulescu, Alexandru Ionescu, Aurel Mărășescu nie ukończyła zawodów. Zawody w Ga-Pa wygrali w dwójkach reprezentanci Stanów Zjednoczonych, natomiast w czwórce podwójne zwycięstwo odniosła reprezentacja Szwajcarii.